# Edmílson
Edmílson, tên đầy đủ José Edmílson Gomes de Moraes, (sinh ngày 10 tháng 6 năm 1976 tại Taquaritinga, Brasil) là một cầu thủ bóng đá người Brasil. Anh từng chơi ở các vị trí trung vệ/tiền vệ phòng thủ cho câu lạc bộ São Paulo, Olympique Lyonnais, FC Barcelona và sắp tới là Villarreal CF sau khi hiệp đồng với Barca kết thúc vào mùa hè năm 2008.
Edmílson đã từng đoạt chức vô địch bóng đá quốc gia với các câu lạc bộ São Paulo F.C., Lyon và Barcelona. Sau khi chuyển đến châu Âu, anh đã có chức vô địch trong 6 năm liên tiếp (4 với Lyon và 2 với Barcelona).

## Sự nghiệp

### Cấp câu lạc bộ
Thời gian chơi cho FC Barcelona, Edmílson bị dính 2 chấn thương nghiêm trọng, nhưng vẫn là cầu thủ đóng vai trò quan trọng cho những thành công của đội ở mùa giải 2005-2006. Anh có một quốc tịch Ý, nó cho phép anh được chơi bóng ở Âu châu như một người Âu. Cuối mùa giải 2007-2008, sau khi Barcelona không có thành tích tốt, câu lạc bộ đã tính đến chuyện thay thế Edmílson bằng 1 cầu thủ khác vào mùa giải tới. Edmilson cho biết anh có ý định chuyển đến Villarreal và Júbilo Iwata, cho đến ngày 23 tháng 5 năm 2008, anh chính thức ký hợp đồng với Villarreal.

### Cấp quốc tế
Edmílson được đá trận đầu tiên cho tuyển vàng xanh vào 18 tháng 6 năm 2000. Sau đó anh là một cầu thủ quan trọng của đội tuyển tại giải World Cup 2002 mà họ đã đoạt ngôi vô địch. Anh cũng được gọi tên tới Đức tham dự World Cup 2006 tuy nhiên 1 chấn thương gối trong buổi tập luyện đã khiến anh không thể chơi trận nào.

### Bàn thắng quốc tế
| #  | Ngày                | Địa điểm                                      | Đối thủ    | Bàn thắng | Kết quả | Giải đấu       |
| -- | ------------------- | --------------------------------------------- | ---------- | --------- | ------- | -------------- |
| 1. | 13 tháng 6 năm 2002 | Sân vận động World Cup Suwon, Suwon, Hàn Quốc | Costa Rica | 0–3       | 2–5     | World Cup 2002 |

## Thành tựu
- Vô địch thế giới năm 2002 với tuyển Brasil
- Campeonato Paulista: 1998 và 2000 với São Paulo F.C.
- Copa Conmebol vào 1994 với São Paulo F.C.
- Recopa Sudamericana vào 1994 với São Paulo F.C.
- Tournament Rio - São Paulo vào 2001 với São Paulo F.C.
- French Ligue 1 championship vào 2002, 2003 và 2004 với Olympique Lyonnais.
- " Trophée des Champions " vào 2002 và 2003 với Olympique Lyonnais.
- Coupe de la Ligue vào 2001 với Olympique Lyonnais
- La Liga vào 2005 và 2006 với FC Barcelona
- Supercopa de España (Siêu cúp Tây Ban Nha) vào 2005 với FC Barcelona
- UEFA Champions League vào 2006 với FC Barcelona